# Ooencyrtus tardus
Ooencyrtus tardus är en stekelart som först beskrevs av Julius Theodor Christian Ratzeburg 1844.  Ooencyrtus tardus ingår i släktet Ooencyrtus och familjen sköldlussteklar. Inga underarter finns listade i Catalogue of Life.